# Atanas Tarev
Atanas Kirilov Tarev  (bulharsky Атанас Кирилов Търев; * 31. ledna 1958, Plovdivská oblast) je bývalý bulharský sportovec, atlet, jehož specializací byl skok o tyči.

## Kariéra
První mezinárodní úspěch zaznamenal v roce 1977 na juniorském mistrovství Evropy v Doněcku, kde vybojoval bronzovou medaili. O tři roky později reprezentoval na letních olympijských hrách v Moskvě, kde se mu však nepodařilo postoupit z kvalifikace.
V roce 1982 na halovém ME v Miláně skončil na 5. místě a vybojoval bronz na evropském šampionátu v Athénách. O rok později obsadil na halovém ME v Budapešti 4. místo, kde překonal 555 cm stejně jako Francouz Patrick Abada. Ten však měl lepší technický zápis a bral bronz. Na prvním ročníku MS v atletice 1983 v Helsinkách vybojoval výkonem 560 cm bronzovou medaili. Na stupních vítězů ho doplnili Konstantin Volkov (stříbro) a Sergej Bubka (zlato).
Později zaznamenával úspěchy především v hale. V roce 1985 na halovém ME v Athénách a v roce 1988 na halovém ME v Budapešti získal bronz. V roce 1986 se stal v Madridu halovým mistrem Evropy (570 cm) a na ME v atletice ve Stuttgartu obsadil 4. místo. Na halovém MS 1987 v Indianapolisu skončil šestý. Zúčastnil se také letních olympijských her 1988 v jihokorejském Soulu, kde však v kvalifikaci třikrát neuspěl na výšce 540 cm a soutěž ukončil bez platného pokusu.

## Osobní rekordy
- hala – 570 cm – 23. únor 1986, Madrid
- venku – 580 cm – 2. září 1986, Lausanne